# Santo Tirso
Pour les articles homonymes, voir Santo Tirso (homonymie).
Santo Tirso est une municipalité (en portugais : concelho ou município) du Portugal, située dans le district de Porto et la région Nord.

## Histoire
- Le Castro de Monte Padrão

## Géographie
Santo Tirso est limitrophe :
- au nord, de Vila Nova de Famalicão et de Guimarães,

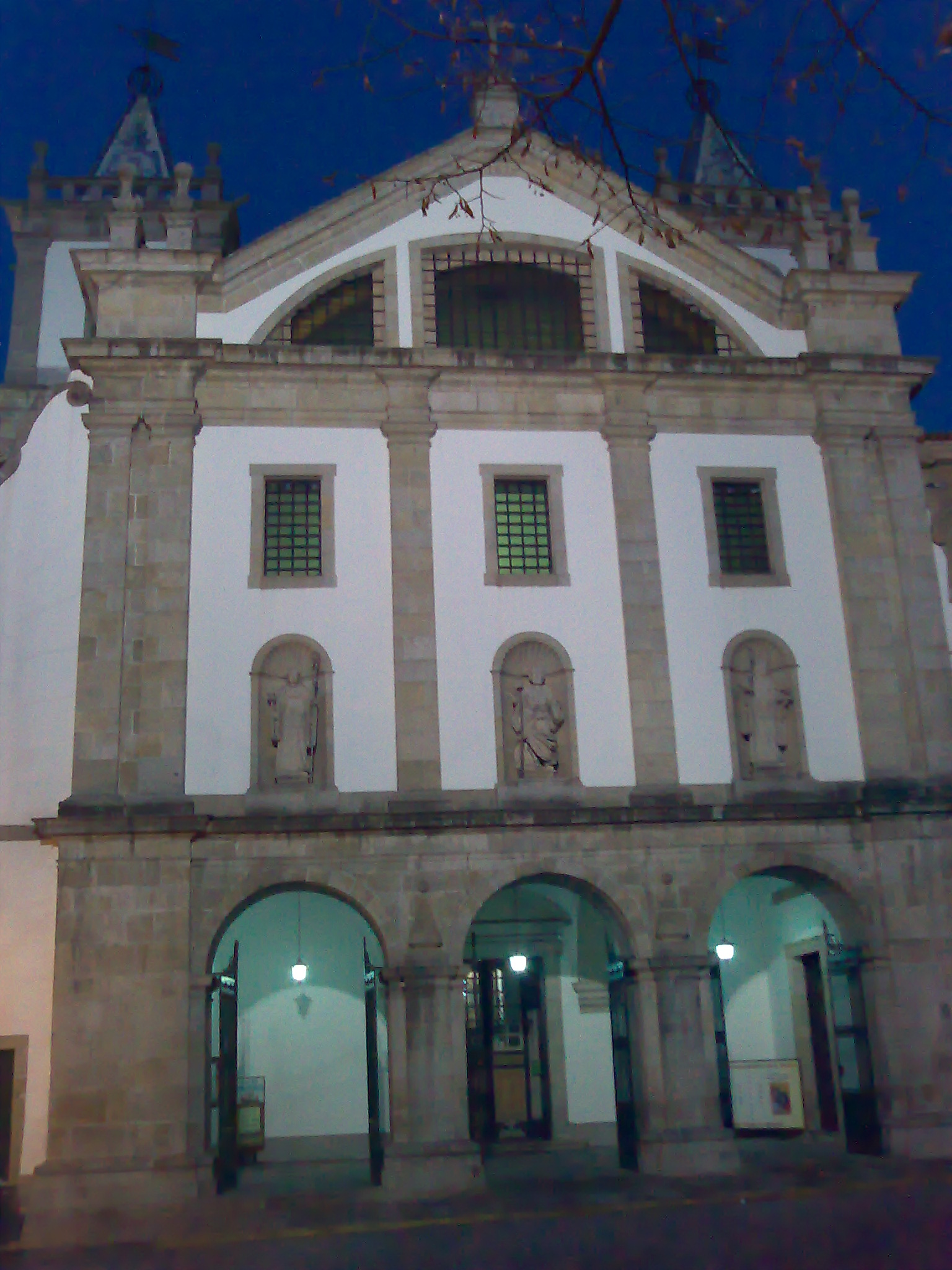
Le monastère de Santo Tirso.

- au nord-est, de Vizela,
- à l'est, de Lousada,
- au sud-est, de Paços de Ferreira,
- au sud, de Valongo,
- au sud-ouest, de Maia,
- à l'ouest, de Trofa.

## Démographie
| 1801  | 1849   | 1900   | 1930   | 1960   | 1981   | 1991    |
| ----- | ------ | ------ | ------ | ------ | ------ | ------- |
| 2 055 | 12 779 | 28 371 | 41 078 | 77 130 | 93 482 | 102 593 |

| 2001   | 2004   | 2011   | 2021   | - | - | - |
| ------ | ------ | ------ | ------ | - | - | - |
| 72 396 | 71 623 | 71 530 | 67 785 | - | - | - |

## Jumelages
Santo Tirso est jumelé avec :
- Mâcon (France)[2]
- Clichy (France)
- Saint-Péray (France)
- Celanova (Espagne)
- Groß-Umstadt (Allemagne)

## Subdivisions
La municipalité de Santo Tirso groupe 24 paroisses (freguesia, en portugais) :
- Agrela
- Água Longa
- Areias
- Burgães
- Carreira
- Guimarei
- Lama
- Lamelas
- Monte Córdova
- Palmeira
- Rebordões
- Refojos de Riba de Ave
- Reguenga
- Roriz
- Santa Cristina do Couto
- Santo Tirso (a rang de « cité »)
- São Mamede de Negrelos
- São Martinho do Campo
- São Miguel do Couto
- São Salvador do Campo
- São Tomé de Negrelos
- Sequeiró
- Vila das Aves (a rang de « ville »)
- Vilarinho